# Bienna Jets 2023
Questa voce raccoglie le informazioni riguardanti i Bienna Jets nelle competizioni ufficiali della stagione 2023.

## Lega B 2023

### Stagione regolare
| 10 aprile 2023 2ª giornata | Bienna Jets | 0 – 49 | Luzern Lions |  |

| 16 aprile 2023 3ª giornata | Schaffhausen Sharks | 0 – 23 | Bienna Jets |  |

| 23 aprile 2023 4ª giornata | Bienna Jets | 7 – 5 | Sankt Gallen Bears |  |

| 29 aprile 2023 5ª giornata | Langenthal Invaders | 42 – 7 | Bienna Jets |  |

| 6 maggio 2023 6ª giornata | Argovia Pirates | 7 – 35 | Bienna Jets |  |

| 13 maggio 2023 7ª giornata | Luzern Lions | 17 – 7 | Bienna Jets |  |

| 27 maggio 2023 8ª giornata | Bienna Jets | 30 – 7 | Langenthal Invaders |  |

| 4 giugno 2023 9ª giornata | Bienna Jets | 41 – 34 | Schaffhausen Sharks |  |

| 11 giugno 2023 10ª giornata | Sankt Gallen Bears | 21 – 14 | Bienna Jets |  |

| 18 giugno 2023 11ª giornata | Bienna Jets | 46 – 30 | Argovia Pirates |  |

### Playoff
| 1º luglio 2023 Semifinale | Argovia Pirates | 24 – 7 | Bienna Jets | (230 spett.) |

## Statistiche di squadra
| Competizione      | %Vittorie | In casa | In casa | In casa | In casa | In casa | In casa | In trasferta | In trasferta | In trasferta | In trasferta | In trasferta | In trasferta | Totale | Totale | Totale | Totale | Totale | Totale |
| Competizione      | %Vittorie | G       | V       | N       | P       | Pf      | Ps      | G            | V            | N            | P            | Pf           | Ps           | G      | V      | N      | P      | Pf     | Ps     |
| ----------------- | --------- | ------- | ------- | ------- | ------- | ------- | ------- | ------------ | ------------ | ------------ | ------------ | ------------ | ------------ | ------ | ------ | ------ | ------ | ------ | ------ |
| Stagione regolare | .600      | 5       | 4       | 0       | 1       | 124     | 125     | 5            | 2            | 0            | 3            | 86           | 87           | 10     | 6      | 0      | 4      | 210    | 212    |
| Playoff           | .000      | 0       | 0       | 0       | 0       | 0       | 0       | 1            | 0            | 0            | 1            | 7            | 24           | 1      | 0      | 0      | 1      | 7      | 24     |
| Totale            | .545      | 5       | 4       | 0       | 1       | 124     | 125     | 6            | 2            | 0            | 4            | 93           | 111          | 11     | 6      | 0      | 5      | 217    | 236    |